# Choupette
Choupette (произносится как «Шупет») — российский бренд одежды, обуви и аксессуаров для детей. Основан в 2007 году в Москве. Входит в топ-3 российских производителей детской одежды по количеству магазинов в сети.

## История
Бренд Choupette основан в 2007 году и изначально строился как бизнес, способный занять нишу зарубежных марок в крупных сетевых магазинах во время финансового кризиса 2007—2008 годов. Первыми товарами, производимыми под брендом, стали товары для новорождённых: выписные наборы, конверты-трансформеры, крестильная одежда в христианских традициях и мебель с элементами трансформации. Постепенно были освоены и другие возрастные категории вплоть до 16 лет по отдельным линейкам. К 2023 году в ассортименте бренда представлена детская одежда (нарядная и повседневная, верхняя, школьная), обувь, аксессуары, товары для новорожденных.
Дизайнерское и конструкторское бюро бренда расположены в Москве, а основные производственные мощности базируются в Ржеве, Чебоксарах и Липецке.
Модель производства строится на принципе «фаст фэшн». Обновление коллекций или поступление новых капсул происходит каждые 1,5 месяца. Новые коллекции представлены на неделях моды в Москве, Дубае и других.
В 2011 году компания запустила франшизу. В 2020 году вошла в Топ-20 самых активных франшиз по версии Franshiza.ru.
В 2018 году компания вошла в пятёрку ведущих российских производителей детской одежды по версии консалтингового агентства Kids Fashion Retail, входит в тройку по количеству магазинов в фирменной сети наряду с Gulliver и Orby.
В 2016 году Choupette вышла на международный рынок, открыв магазины в Лос-Анджелесе (США) и Женеве (Швейцария). В дальнейшем были освоены рынки Казахстана, Белоруссии, Украины, Армении, ОАЭ, Катара, Кипра, Индии, Кувейта.
В 2019 году бренд создал капсульную коллекцию платьев для девочек стран Ближнего Востока, адаптированную для ортодоксальных и мусульманских регионов.
К 2023 году сети принадлежит более 100 магазинов по всему миру (из них 90 магазинов в России и 10 за рубежом), а сам бренд присутствует в 300 мультибрендовых торговых точках.

## Награды
- 2014 — лауреат премии «Золотой медвежонок» в номинации «Лучшая школьная форма»[19]
- 2014 — победитель премии ProFashion «Маркетинговая политика года» «Перспектива года»
- 2017 — лауреат премии Private Label Awards в номинации «Лучшая СТМ детских товаров»[20]
- 2017 — диплом Национальной премии в области импортозамещения[21]
- 2017 — лауреат премии «Золотой медвежонок» в номинации «Общественное признание»
- 2018 — лауреат премии «Золотой медвежонок» в номинации «Лучшая одежда»[22]
- 2019 — лауреат премии «Kids Fashion Awards» в номинации «Лучший Fashion бренд»[23]
- 2019 — лауреат премии «Золотой медвежонок» в номинации «Бренд года»[24]
- 2020 — лауреат премии «Золотой медвежонок» в номинации «Экспортер года» и «Лучшая школьная форма»[25]
- 2021 — лауреат премии «Золотой медвежонок» в номинации «Франшиза года»